# François Carquet
François Carquet (en italien Francesco Carquet), né le 22 novembre 1810 à Moûtiers et mort le 24 février 1891 à Paris, est un avocat savoyard, est un homme politique sarde, puis français sous la IIIe République. Il termine sa carrière politique comme sénateur.

## Biographie

### Origines
François Carquet naît le 22 novembre 1810 à Moûtiers, dans le département du Mont-Blanc. La Tarantaise, comme l'ensemble du duché de Savoie, est annexée à la France, depuis 1792.
Son père est à l'origine marchand-drapier en détail, mais se déclare comme rentier en 1842.
Il entame des études de droit et obtient son doctorat. Il devient avocat.
Il a un fils, Francis (1845-1899), avocat et député de 1889 à 1899.

### Carrière sarde
La Constitution de 1848 ouvre de nouvelles perspectives politiques. Entre 1848 et à la veille de l'Annexion de la Savoie à la France en 1860, il est élu à cinq reprises député de la Savoie, représentant le collège de Bourg-Saint-Maurice à la Chambre des députés du parlement du royaume de Sardaigne à Turin. Il appartient au courant anticlérical et annexionniste à la France en 1848-49, auquel appartient également Antoine Jacquemoud de Moûtiers. Il est notamment membre de la Commission permanente des finances, depuis le 26 novembre 1850.
Il démissionne en juin 1854, au cours de la Ve législature. Lors de la VIe législature, le chanoine Jacques Chevray remporte l'élection. Cependant son élection est annulée pour « cause de prétendue inéligibilité des ministres du culte ». À la demande de Cavour, François Carquet se représente en 1858 pour contrer les conservateurs.
En 1860, le duché de Savoie est intégré à la France.

### Carrière française
À la suite de la chute du Second Empire, il présente comme député pour la Savoie et sera élu du 8 février 1871 au 7 mars 1876. Il siège avec la Gauche républicaine. La même année, il est élu conseiller général pour le canton de Bourg-Saint-Maurice, mandat qu'il gardera jusqu'à sa mort. Il défendra en 1879, le projet de percée du Petit-Saint-Bernard.
Le 8 janvier 1882, il est élu sénateur.
François Carquet meurt le 24 février 1891, à Paris,.